# Campionats del món de ciclocròs de 2001
Els Campionats del món de ciclocròs de 2001 foren la 52a edició dels mundials de la modalitat de ciclocròs i es disputaren el 3 i 4 de febrer de 2001 a Tábor, Bohèmia Meridional, República Txeca. Foren quatre les proves disputades.

## Resultats

### Homes
| Proves  | Or                  | Plata               | Bronze          |
| Elit    | Erwin Vervecken     | Petr Dlask          | Mario De Clercq |
| Sub-23  | Sven Vanthourenhout | Tomas Trunschka     | David Kasek     |
| Júniors | Martin Bína         | Radomir Simunek jr. | Jan Kunta       |

### Dones
| Prova | Or                | Plata          | Bronze               |
| Elit  | Hanka Kupfernagel | Corine Dorland | Daphny van den Brand |

## Classificacions

### Cursa masculina
| Pos. | Ciclista             | País          | Temps   |
| ---- | -------------------- | ------------- | ------- |
|      | Erwin Vervecken      | Bèlgica       | 1:01.54 |
|      | Petr Dlask           | Txèquia       | + 0.01  |
|      | Mario de Clercq      | Bèlgica       | + 0.14  |
| 4.   | Sven Nys             | Bèlgica       | + 1.07  |
| 5.   | Jiří Pospíšil        | Txèquia       | + 1.11  |
| 6.   | Henrik Djernis       | Dinamarca     | + 1.29  |
| 7.   | Wim de Vos           | Països Baixos | + 1.41  |
| 8.   | Camiel van den Bergh | Països Baixos | + 1.49  |
| 9.   | Tom Vannoppen        | Bèlgica       | + 2.25  |
| 10.  | Václav Ježek         | Txèquia       | + 2.36  |

### Cursa femenina
| Pos. | Ciclista               | País          | Temps  |
| ---- | ---------------------- | ------------- | ------ |
|      | Hanka Kupfernagel      | Alemanya      | 28.29  |
|      | Corine Dorland         | Països Baixos | + 0.35 |
|      | Daphny van den Brand   | Països Baixos | + 0.41 |
| 4.   | Ann Grande             | Estats Units  | + 0.45 |
| 5.   | Laurence Leboucher     | França        | + 0.47 |
| 6.   | Louise Robinson        | Regne Unit    | + 1.02 |
| 7.   | Nicole Cooke           | Regne Unit    | + 1.06 |
| 8.   | Debby Mansveld         | Països Baixos | + 1.08 |
| 9.   | Rachel Lloyd           | Estats Units  | + 1.18 |
| 10.  | Reza Hormes-Ravenstijn | Països Baixos | + 2.05 |

### Cursa masculina sub-23
| Pos. | Ciclista            | País          | Temps  |
| ---- | ------------------- | ------------- | ------ |
|      | Sven Vanthourenhout | Bèlgica       | 51.55  |
|      | Tomáš Trunschka     | Txèquia       | + 0.16 |
|      | David Kášek         | Txèquia       | + 0.36 |
| 4.   | Wim Jacobs          | Bèlgica       | + 0.38 |
| 5.   | Aurelien Clerc      | Suïssa        | + 0.40 |
| 6.   | Wilant van Gils     | Països Baixos | + 0.43 |
| 7.   | Martin Zlámalík     | Txèquia       | + 0.53 |
| 8.   | Davy Commeyne       | Bèlgica       | m.t.   |
| 9.   | Josef Soukup        | Txèquia       | m.t.   |
| 10.  | Freek de Jong       | Països Baixos | m.t.   |

### Cursa masculina júnior
| Pos. | Ciclista                | País          | Temps  |
| ---- | ----------------------- | ------------- | ------ |
|      | Martin Bína             | Txèquia       | 38.54  |
|      | Radomír Šimůnek jr.     | Txèquia       | + 0.19 |
|      | Jan Kunta               | Txèquia       | m.t.   |
| 4.   | Romain Fondard          | França        | + 0.40 |
| 5.   | Pierre-Bernard Vaillant | França        | m.t.   |
| 6.   | Milan Vocadlo           | Txèquia       | m.t.   |
| 7.   | Geert Wellens           | Bèlgica       | + 0.56 |
| 8.   | Mariusz Gil             | Polònia       | + 1.06 |
| 9.   | Kor Steenbergen         | Països Baixos | + 1.18 |
| 10.  | Simon Zachner           | Suïssa        | + 1.21 |

## Medaller
| Pos. | País          | Or | Plata | Bronze | Total |
| 1    | Bèlgica       | 2  | 0     | 1      | 3     |
| 2    | Txèquia       | 1  | 3     | 2      | 6     |
| 3    | Alemanya      | 1  | 0     | 0      | 1     |
| 4    | Països Baixos | 0  | 1     | 1      | 2     |